# Ziziphus hoaensis
Ziziphus hoaensis är en brakvedsväxtart som beskrevs av Jean Baptiste Louis Pierre. Ziziphus hoaensis ingår i släktet Ziziphus och familjen brakvedsväxter. Inga underarter finns listade i Catalogue of Life.